# Caloptilia dondavisi
Caloptilia dondavisi là một loài bướm đêm thuộc họ Gracillariidae. Nó được tìm thấy ở quần đảo Galápagos.
Ấu trùng ăn Rhynchosia minima. Chúng ăn lá nơi chúng làm tổ.